# Сінадинівська церква
Сінадинівська церква (Церква Святого Пантелеймона, Пантелеймонівська церква, Грецька церква рум. Biserica Sfântul Pantelimon) — храм Кишинівської єпархії Російської православної церкви в місті Кишинів.

## Історія
На мармуровій плиті при вході до храму написано:
|  | Греческая во имя Св. Великомученика Пантелеймона церковь сия сооружена на месте, пожертвованном для этой надобности со всеми строениями Александре Синадино, урожденной Зоти, на собственные средства Ивана и Виктора Пантелеймоновичей Синадино с разрешения Св. правительствующего Синода, изложенного в указе, данном 7 ноября 1887 г. на следующих основаниях: Строителям церкви Ивану и Виктору Синадино разрешено перенести тела усопших родителей в устроенный под церковью семейный склеп. Причть Греческой церкви должен избираться из природных греков представителями греческого общества совместно с ктиторами церкви. Богослужение в церкви должно быть совершаемо на греческом языке. Строителям Синадино и членам их семей представлено право участия в хозяйстве и благоустройстве церкви. |

Церква побудована в 1887—1891 роках за проєктом О. О. Бернардацці коштом братів Івана та Віктора Сінадіно для грецької громади Кишинева. Під храмом розташований сімейний склеп сім'ї Сінадіно. Освячення храму відбулося 13 жовтня 1891 року.
Грецькі священики служили у церкві до 1940 року. Останнім із них був о. Константинос Марітакіс. У 1960-х роках храм закрили. У будівлі відкрили дегустаційну залу для вина, іконостас пустили на дрова, у склепі поставили бочки з вином. Пізніше тут було влаштовано склад для зберігання реквізиту кіностудії «Молдова-фільм». У вересні 1991 року у храмі відновилися богослужіння. Служба ведеться молдавською мовою.

## Архітектура
Церква збудована у неовізантійському стилі. У плані має грецький хрест. Вікна поділені на аркади. Зі східного боку храму розташована апсида, а із західної — притвор, над яким надбудовано дзвіницю. Головний купол розташований на восьмигранному барабані з арочними вікнами.